# Epinephelus tukula
Espèce
Statut de conservation UICN

 LC  : Préoccupation mineure
Le Mérou patate (Epinephelus tukula) est un poisson marin appartenant à la famille des Serranidae.

## Référence
- Morgans, J. F. C. 1959 : Three confusing species of serranid fish, one described as new, from East Africa. Annals and Magazine of Natural History (Series 13) 1-10 p. 642–656.